# Odius oclairi
Odius oclairi is een vlokreeftensoort uit de familie van de Odiidae. De wetenschappelijke naam van de soort is voor het eerst geldig gepubliceerd in 1992 door Moore als Imbrexodius oclairi.